# Вовчки (Вілейський район)
Вовчки (біл. вёска Ваўчкі) — село в складі Вілейського району Мінської області, Білорусь. Село підпорядковане Костеневицькій сільській раді, розташоване в північній частині області.

## Історія
З 1793 після другого розділу Речі Посполитої Вовчки, як і вся Вілейщина, входила до складу Російської імперії, був утворений Вілейський повіт у складі спочатку Мінської губернії, а з 1843 - Віленської губернії.
У 1921–1945 роках маєток знаходилось у Польщі, у Вільнюськім воєводстві, Вілейського повіту, у гміні Костеневичі.

## Населення
- 1866 рік — 11 людини, 1 будинків[1]
- 1921 рік — 20 людини, 3 будинків[2]
- 1931 рік — 25 людини, 5 будинків[3].